# Gérard Saint-Paul
Pour les articles homonymes, voir Saint-Paul.
Gérard Saint-Paul est un journaliste , écrivain et dirigeant de télévision français né le 25 juin 1941 à Pithiviers (Loiret).

## Biographie
Gérard Saint-Paul est licenciė de philosophie et diplômé du Centre de formation des journalistes en 1969 à Paris. Il a commencé sa carrière à Europe 1 puis est devenu correspondant de l'ORTF, puis de TF1 en Allemagne, a présenté certaines éditions de TF1 Actualités à la fin des années 1970, puis est devenu correspondant de TF1 aux États-Unis. 
Grand reporter, il a couvert les conflits du Liban (première guerre ), du Salvador, du Nicaragua.
Il a également été le correspondant permanent de La Cinq en Allemagne de 1987 à 1992, de Challenges et  Le Point.
Il a été producteur-présentateur de son émission Le Forum FR3, RMC, L’Express. Dans ce cadre, il s’est entretenu avec la plupart des Présidents et hommes politiques français.
Il devient par la suite directeur de la rédaction de RMC puis directeur de la rédaction d'ARTE de 1999 à 2005.
D'abord directeur de la rédaction du projet CFII, il est nommé en août 2006 directeur général de France 24, la chaîne française internationale d'information en continu (conçue initialement sous l'acronyme CFII, puis CF2I avant d'être finalement nommée France 24 au démarrage effectif de ses émissions le 6 décembre 2006).